# Алексеј Каледин
Алексеј Каледин (рус. Алексе́й Макси́мович Каледи́н, 12. октобра 1861 − 11. фебруара 1918), руски генерал и атаман козачке Донске војске у време Октобарске револуције. Био је један од организатора Белог покрета у Руском грађанском рату.

## Војна служба
У Брусиловљевом продору био је командант 8. армије која је пробила аустроугарски фронт на правцу Олика-Луцк. Маја 1917. дао је оставку на положај команданта армије. У октобру 1917. налазио се на челу војне владе Донске области и подржавао збачену владу Александра Керенског, а затим, заједно са Лавром Корниловом, образовао контрареволуционарну Добровољачку армију.

### Контрареволуција
Након победе бољшевичке револуције у Петрограду, 7. новембра 1917, до 13. новембра совијетска власт учврстила се у 16 губернијских центара, Москва је освојена 16. новембра, а до краја новембра бољшевици су се учврстили у готово свим важнијим индустријским центрима и на главним фронтовима. Тамо где су бољшевици били јаки и имали већину у совијетима - Луганск, Уфа, Самара, Иваново-Вознесенск, Царицин - бољшевици су преузели власт брзо и без тешкоћа.
Међутим, на Дону, међу конзервативним и монархистички оријентисаним донским козацима, бољшевичка револуција наишла је на веома одлучан и организован отпор. Атаман Алексеј Каледин повезао се са козачким врховима Кубана, Терека, Астрахана и организовао контрареволуционарни фронт, обилато помаган од сила Антанте. Под Калединовом заштитом царски генерали Михаил Алексејев и Лавр Корнилов формирали су белогардејску Добровољачку армију. Каледин је у новембру 1917. заузео Ростов на Дону и Таганрог, и најавио поход на Москву. Из Москве, Петрограда и Донбаса упућени су против њега одреди Црвене гарде и револуционарни пукови. Бољшевици су појачали пропагандни рад међу козацима, што је довело до врења у њиховим редовима. У јануару 1918. одржан је конгрес козака који су се враћали с фронта. Конгрес је признао совјетску власт, основао Донски револуционарни комитет и објавио рат Каледину, чије су јединице у фебруару потпуно разбијене. Обавештен о предстојећем паду Новочеркаска, атаман Каледин се убио 11. фебруара 1918, а у марту је основана Донска совијетска република.

## У популарној култури
Алексеј Каледин је један од епизодних ликова у роману Тихи Дон Михаила Шолохова.